# Panzer Elite Action: Fields of Glory
Panzer Elite Action: Fields of Glory (đôi khi gọi là Panzer Elite Action) là một tựa game mô phỏng xe tăng do hãng ZootFly phát triển và JoWooD Productions phát hành ở châu Âu vào năm 2006, nhưng vẫn chưa được đưa ra ngày phát hành ở Bắc Mỹ. Trò chơi này có thể phân biệt được với bản gốc Panzer Elite, một trò mô phỏng xe tăng Thế chiến II thực tế ra mắt vào năm 1999, có một cộng đồng mod riêng biệt dành cho nó và lần đầu tiên được phát hành bởi hãng Psygnosis. Ngoài ra còn có một phiên bản Mỹ của trò chơi này với tên gọi First Battalion.